# 头道河镇
头道河满族乡，是中华人民共和国辽宁省锦州市义县下辖的一个乡镇级行政单位。

## 行政区划
头道河满族乡下辖以下地区：
头道河村、侯家岭村、西砖城子村、李西沟村、黑山村、拉拉屯村、范家屯村、金家沟村、新立屯村、马三屯村和张家湾村。